# تامبلر
تامبلر (به انگلیسی: Tumblr) پلتفورم میکروبلاگینگ و یک وب‌گاه ارایه‌دهنده خدمات شبکه اجتماعی است که توسط شرکت تامبلر راه‌اندازی و اداره می‌شود. ویژگی اصلی تامبلر آسانی در استفاده و داشتن امکانات متفاوت برای کاربران خود است تا بتوانند در قالب‌های مختلف پست‌های کوتاه خود را بیان کنند. این وبلاگ‌ها اصطلاحاً تامبلاگ نام دارند. کاربران می‌توانند وبلاگ دیگران را دنبال کنند مگر اینکه یک کاربر بلاگ خود را خصوصی کرده باشد.
تا ۴ فوریه ۲۰۱۵، تامبلر بیش از ۲۲۱٬۷ میلیون وبلاگ را در سیستم خود ثبت کرده بود؛ بر اساس آمار کام‌سکور(comScore) بازدید روزانه از سیستم بیش از ۱۳٫۴ میلیون نفر بازدیدکننده خالص در آمریکا است.
تامبلر در ماه می ۲۰۱۳، به مبلغ ۱،۱ میلیارد دلار توسط کمپانی یاهو خریداری شد. سپس سال ۲۰۱۷ پس از تصاحب یاهو توسط ورایزون، در زیرمجموعه‌ی این اپراتور همراه آمریکایی قرار گرفت؛ اما طولی نکشید که ورایزون نیز به فکر فروش تامبلر افتاد تا در نهایت شاهد تصاحب این پلتفرم محتوا توسط Automattic، شرکت مادر وردپرس، در سال ۲۰۱۹ هستیم.